# Ligne M3 du métro de Bucarest
Pour les articles homonymes, voir Ligne M3.
La ligne M3 du métro de Bucarest est l'une des quatre lignes du réseau métropolitain de la ville de Bucarest. 

## Caractéristiques

### Stations
15 stations sont desservies d'ouest (Preciziei) en est (Anghel Saligny) de la ville dans l'ordre suivant :
- Preciziei
- Păcii
- Gorjului
- Lujerului
- Politehnica
- Eroilor
- Izvor
- Piața Unirii
- Timpuri Noi
- Mihai Bravu
- Dristor
- Nicolae Grigorescu
- 1 Decembrie 1918
- Nicolae Teclu
- Anghel Saligny